# Manola Brunet
Manola Brunet India (Cariñena, 1955) es una geógrafa española especialista en cambio climático. Desde abril de 2018 preside la Comisión de Climatología de la Organización Meteorológica Mundial, siendo la primera mujer al frente de la comisión desde su creación hace noventa años. Es una experta internacional en las áreas de la reconstrucción instrumental y análisis del clima y tiene una larga trayectoria de colaboración con la Organización Meteorológica Mundial, participando desde 2001 en las actividades de la Comisión de Climatología. En 2005 fue designada copresidenta del Grupo dedicado a la vigilancia y análisis del clima. Es profesora de Climatología del Departamento de Geografía de la Universidad Rovira i Virgili y directora del Centro de Cambio Climático de la misma universidad. 

## Trayectoria
Es doctora en Geografía e Historia (Sección Geografía) por la Universidad de Barcelona.  En 1982 fue profesora en la División VII de la Universidad de Barcelona en el campus de Tarragona. De 1995 a 2003 fue codirectora del Grupo de Investigación del Cambio Climático (GRCC) de la URV y directora desde entonces hasta 2008 momento en el que la URV creó el Centro en Cambio Climático en el Campus de las Tierras del Ebro del que fue su primera directora.
Desde 2002 colabora con el Global Climate Observing System (GCOS) Atmosphere Observation Panel for Climate (AOPC) Surface Pressure Working Group.  Desde 2005 es “Visiting Fellow” en la Climatic Research Unit de la School of Environmental Sciences de la University of East Anglia (Norwich, Reino Unido). 
Es una experta internacional en las áreas de la reconstrucción instrumental y análisis del clima y tiene una larga trayectoria de colaboración con la Organización Meteorológica Mundial, participando desde 2001 en las actividades de la Comisión de Climatología y fue designada en 2005 copresidenta del Grupo dedicado a la vigilancia y análisis del clima.
En abril de 2018 en la 17 Conferencia de la Comisión de Climatología de la OMM fue elegida presidenta de la comisión y como vicepresidenta la chilena Bárbara Tapia. Por primera vez en casi 90 años de historia los dos puestos directivos de la organización están ocupados por mujeres. También es la primera persona española ocupa ese puesto. La Comisión Internacional de Climatología es una de las ocho comisiones de la OMM dirige las actividades para el conocimiento del clima en apoyo de un desarrollo socioeconómico sostenible y la protección del medio ambiente. Coordina la red de Centros Climáticos Regionales de la OMM, que suministran predicciones estacionales; es responsable del estado del clima mundial y emite regularmente informes de seguimiento del estado de anomalías de la circulación atmosférica y oceánica como El Niño/La Niña y Oscilación del Sur.
Es miembro de la Junta Directiva de la Asociación Española de Climatología y del Consejo Asesor del Servicio Meteorológico de Cataluña. Su investigación se centra tanto en los campos de la arqueología de datos climáticos y reconstrucción instrumental del clima como en el análisis de la variabilidad y cambio climático.